# Orde van de Heilige Schatten van de Kraton van Jogjakarta

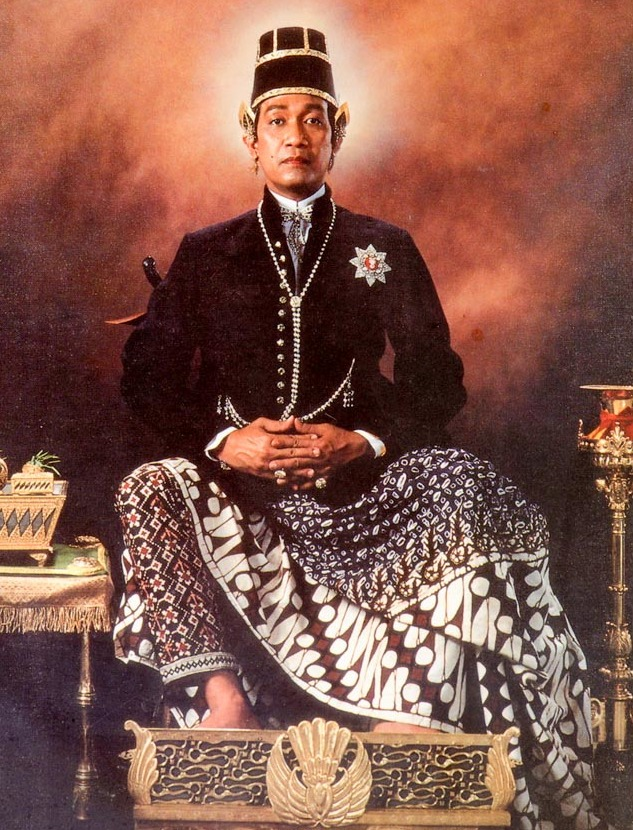
De huidige Sultan Hamengkubuwono X met de ster van de Orde van de Heilige Schatten

De Orde van de Heilige Schatten van de Kraton van Jogjakarta (Maleis: "Bintang Poesaka Kraton Buatan Jogyjakarta") is een ridderorde van de Sultan van Jogjakarta.
De Sultan van Jogjakarta was een zelfbestuurder onder het koloniale bewind in Nederlands-Indië. In navolging van de Nederlandse en Europese orden stichtte ook de Hamengkoeboewono IV van Djokjakarta een eigen ridderorde. De stichtingsdatum is onbekend maar hij regeerde van 1855 tot 1877. Zijn verwant in het naburige Soerakarta, Soesoehoenan Pakoeboewono V van Soerakarta had al rond 1821 een "Hoogste Ster", de "Bintang Kanjeng Kyai Suryawasesa", ook wel "Bintang Kasenapaten" genoemd, ingesteld. In Indië werden sterren of "bintang" meer gewaardeerd dan andere vormen van onderscheidingen en ook het Jogjakartese ereteken kreeg de vorm van een ster. 
Japan kent sinds 1888 een Orde van de Heilige Schatten, 瑞宝章 of Zuihōshō geheten, de twee orden hebben niets gemeen.
De orde heeft drie klassen of graden.
De Eerste Klasse is een zilveren achtpuntige ster met een rood medaillon. 